# Ratchet (jerga)
Ratchet es un término de la jerga de la cultura hip hop estadounidense que, en su sentido original, era un término despectivo usado para referirse a una mujer grosera. Su origen puede ser una forma dialectal de Luisiana de la palabra «wretched» (en español: miserable). En España, el término ganó popularidad con el auge del trap y la música urbana, aunque se transcribió como raxet o raxeta.
Entre 2000 y 2010, la palabra adquirió un significado vagamente connotativo que denotaba confianza manifiesta, desafío, fervor o, de otro modo, describía acciones que mostraban un comportamiento bullicioso y rebelde (similar al arquetipo masculino del bad boy) cuando se le atribuía a una persona. Se utiliza principalmente en la jerga callejera y es popular entre las mujeres afroestadounidenses. Aunque originalmente era explícitamente despectivo, el término puede interpretarse como positivo o despectivo, según el sujeto y la situación.

## Historia
Desde finales de la década de 1990, los raperos de Shreveport, Luisiana, han utilizado el término en sus canciones. Su uso se registró en 1992 por Pimp C de UGK en la canción «I'm So Bad» del álbum «Too Hard to Swallow». Se usó nuevamente en 1998 en la canción «Lieutenant Roast a Botch» del rapero E-40 de su álbum «The Element of Surprise». La palabra también aparece publicada en 1999, con la canción «Do the Ratchet» en el álbum «Ratchet Fight in the Ghetto» de Anthony Mandigo de Shreveport, Luisiana. Se dice que Mandigo aprendió el término de su abuela. En 2004, Lil' Boosie, junto con Mandigo, grabó una nueva versión de «Do the Ratchet». Las notas del CD definen «Ratchet» como: «sustantivo, pron., v., adv., 1. Ser gueto, real, de mala muerte, desagradable. 2. No importa lo que pase».
El término ganó popularidad en 2012 a través de artistas musicales y celebridades.

## Uso
En su sentido original en Estados Unidos, el término se refería a una mujer grosera, y puede ser una forma dialectal de Luisiana de la palabra "wretched" (en español: miserable). Desde entonces, el término se ha ampliado para tener significados y connotaciones más amplios y ya no está estrictamente limitado por la raza o el género.
Puede utilizarse como adjetivo, sustantivo o verbo.La palabra ratchet puede usarse también para describir una pistola.
La palabra ha evolucionado para tener muchos significados diferentes y puede tener una connotación positiva o negativa, dependiendo del contexto y del sujeto. Algunas mujeres afroamericanas se han reapropiado la palabra y han adoptado su significado, incluso creándose otros términos como feminismo ratchet, mientras que otras señalan cómo el término refuerza la representación negativa de las mujeres afroamericanas en los medios de comunicación. El término también ha sido reapropiado para describir un modo de análisis interseccional asociado con la cultura LGBT afroamericana.[cita requerida]

### En España

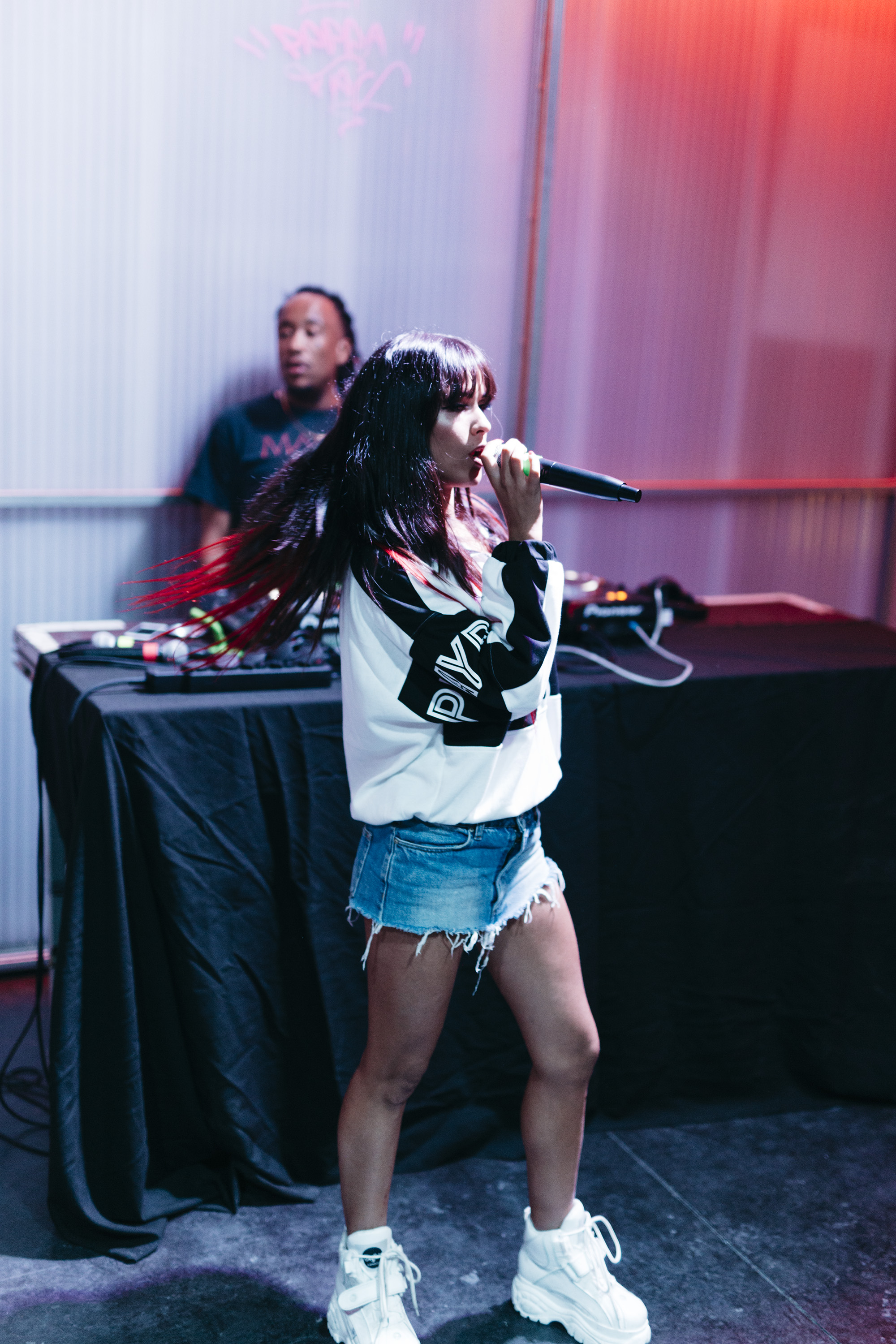
La Zowi en 2018.

En España, además de una tribu urbana, tipo de chica o actitud, el término se utilizó para describir una estética concreta, basada en algunos elementos como el chándal, pendientes de aro de gran tamaño, accesorios de color dorado, prendas con estampado de leopardo, uñas largas, rejilla, etc. Un término relacionado es el de "choni".
Cantantes de música urbana como La Zowi, Bad Gyal, Ms Nina, Ayesha Chanel o Bea Pelea han sido categorizadas como raxets. Rosalía también ha acogido muchos elementos estéticos del estilo raxet. Según La Zowi: "Una raxet es una chavala de barrio, que combina ropa del Bershka con imitaciones de las grandes marcas. Al sentirse excluida en el sistema en el que vive, se preocupa más por tener las uñas bien hechas que por votar en las elecciones".
Un ejemplo de raxet fuera del ámbito de la música es la divulgadora Alba Moreno.

## En la música
Numerosos músicos han utilizado el término ratchet en sus canciones. En noviembre de 2012, LL Cool J lanzó un sencillo llamado «Ratchet». En diciembre de 2012, Beyoncé publicó una foto de ella misma usando unos pendientes que contenían la palabra «ratchet». Juicy J, Lil Debbie, Cam'ron, Future y Lil' Boosie son otros artistas que también han utilizado el término en su música. Miley Cyrus ha sido criticada por algunos por apropiarse de la cultura popular. El término y concepto de ratchet se mostró en el video de YouTube de 2013 de Emmanuel y Phillip Hudson, «Ratchet Girl Anthem- SHE RACHEEET!». Lil Peep y el productor Diplo grabaron el disco «RATCHETS» con Lil Tracy. El día que murió Lil Peep, Lil Tracy subió una canción a SoundCloud llamada «Ratchet Bitches Cocaina» y la eliminó poco después. Megan Thee Stallion usó el término en el coro de su éxito viral de 2020, «Savage». Lizzo usó el término en el coro de su sencillo de 2021, «Rumors», que cuenta con la participación de Cardi B. Ese mismo año Snow Tha Product lanza «Snow Tha Product: BZRP Music Sessions, Vol. 39» junto a Bizarrap, canción en la que también se utiliza el término ratchet.
En España, cantantes masculinos como Yung Beef, Kaydy Cain o JC Reyes hablan de ratchets en sus canciones. De éste primero podemos destacar los nombres de sus álbumes «A.D.R.O.M.I.C.F.M.S. 1», «A.D.R.O.M.I.C.F.M.S. 2», «Adromicfms 4» y «#A.D.R.O.M.I.C.F.M.S. 4 1/2» (siglas que significan: «All Dis Ratchets on Me, I Can't Feel My Soul», que en español se traduciría como: «Todas Estas Ratchets Encima Mía, No Puedo Sentir Mi Alma»). Cantantes femeninas como La Zowi, Albany, Bea Pelea, LaBlackie o Luna Ki han utilizado el término en sus canciones. La cantante Mushkaa utilizó el término en su canción «Mamipuladora», canción en la que predomina el catalán.